# Cupa Viccourt
Cupa Viccourt a fost un turneu pentru jucătoare profesioniste de tenis care a avut loc în Donețk, Ucraina.
Evenimentul a fost parte din Circuitul feminin ITF, având premii în valoare de 75,000 de dolari. 
Cupa a luat parte pentru prima dată în 2012, și a fost anulată în 2014 în urma tulburărilor civile proruse din Ucraina.

## Finale

### Singur
| An   | Campioană       | Locul doi          | Scor                |
| ---- | --------------- | ------------------ | ------------------- |
| 2013 | Elina Svitolina | Tímea Babos        | 3–6, 6–2, 7–6(11–9) |
| 2012 | Vesna Dolonc    | Maria João Koehler | 6–2, 6–3            |

### Dublu
| An   | Campioane                          | Locul doi                             | Scor     |
| ---- | ---------------------------------- | ------------------------------------- | -------- |
| 2013 | Yuliya Beygelzimer Renata Voráčová | Vesna Dolonc Alexandra Panova         | 6–1, 6–4 |
| 2012 | Lyudmyla Kichenok Nadiya Kichenok  | Valentyna Ivakhnenko Kateryna Kozlova | 6–2, 7–5 |